# Копетдазький заповідник
Копетдазький заповідник (туркм. Köpetdag goraghanasy) — заповідна зона в Ашхабадській області Туркменістану.

## Загальні відомості
Заснований у 1976 році. Площа 49 800 га, з них більше 46 000 — ліси, 3600 — луки.
Створений для збереження і комплексного вивчення екосистем гірських степів і гірських лісів, а також заплавних деревно-чагарникових заростей — тугаїв.
Охоронювана територія займає пояс високих і середніх гір Центрального Копетдагу, від станції Арчман на заході до станції Гяурс на сході. Рельєф гірський. Хребти порізані глибокими ущелинами й долинами. Північна частина розташована на крутих скелястих схилах, південна більш згладжена. Заповідник складається з чотирьох окремих ділянок, на висотах від 700 до 2800 м над рівнем моря.
Клімат сухий, континентальний; знаходиться під впливом гарячого посушливого повітря з Каракумів і іранських пустель.
Середньорічна температура на різних ділянках від +7 до +16 °C (залежно від висоти над рівнем моря), середня температура липня +29 °C, середня температура січня +0,5 °C, середньорічна кількість опадів 230—350 мм.
При заповіднику діють два заказника:
- Гуриховданський (створений в 1976) — гірський;
- Меана-Чаачинський (створений в 1976) — передгірський.

Під контролем заповідника знаходяться дві пам'ятки природи:
- Караялчи
- Чарлик

## Фауна
Тут мешкає 68 видів ссавців (у тому числі леопард або барс, туркменський гірський баран або урія, безоаровий козел, медоїд, гієна, перегузня, їжатець), 280 видів птахів (в тому числі каспійський улар, кеклик, фазан, бородач, шахін, балобан).
З кінця XIX століття фауна Копетдагу значно збідніла, не збереглися гепард, тигр, джейран, кулан.

## Флора
Понад 960 видів вищих рослин (в тому числі в'яз, клен, лох, каркас кавказький, інжир, алича, глід, барбарис, кизильник, мигдаль, ефедра).
У передгір'ях рослинність степова, на середньогір'ї і високогір'ї — арчевники (арча туркменська, більше 21 000 га), зарості саксаулу і фісташки.